# 孙小果
孙小果（1977年10月27日—2020年2月20日，原名陈果），汉族，云南昆明人，中國著名罪犯，以多次犯下强奸罪、强制侮辱妇女罪、故意伤害罪等多项罪名而知名。其曾遭判处死刑，但在其在政法系统中工作的家人的影響下多次獲得減刑，於2010年出獄後改名「李林宸」並經營夜店。陳果於2018年再度犯下毆鬥傷人之案情，引發中國中央扫黑除恶督导组關注，在檢查前犯罪組織名單時發現21年前遭判处死刑的孙小果，最終被重新被捕並遭判處死刑，在2020年2月20日被處決。

## 生平

### 所涉犯行
1992年12月，在孫小果未達到入伍年齡情況下，其继父李桥忠利用担任中国人民武装警察部队云南边防总队司令部警务处副处长的职务便利，将其出生日期改为1975年10月27日。隨後孫小果便前往武警云南边防总队新训大队、昆明市边防支队、武警昆明边防学校服役。
1994年10月16日，当时身为公安边防部队昆明指挥学校学员的孙小果等二人伙同4名社会无业青年驾车游荡，在昆明环城南路强行将两位女子拉上车，驶至呈贡县境内呈贡至宜良6公里处轮奸。1994年10月28日，孙小果被收审。1995年4月4日，被批准逮捕。其出生年份被更改，从19岁变成17岁，同时其母孙鹤予向办案部门提供孙小果患病虚假证明。1995年6月，昆明市公安局盘龙分局部分领导及干警为孙小果办理取保候审。1995年12月20日，盘龙区人民法院一审判处孙小果有期徒刑三年。1996年4月昆明市中级人民法院二审裁定驳回被告上诉，维持原判（此刑罚因违法办理保外就医未收监执行）。
1997年3月27日，办理保外就医手续，孙小果未被收监执行。
1997年4月，孙小果在茶苑楼宾馆908号房，强奸了15岁少女宋某。
1997年6月1日，孙小果等人在娱乐城玩耍时，将17岁女学生张某某，及其朋友赵某甲强行带至茶苑宾馆906房间，在该房内还有其他人情况下，孙小果不顾反抗将张某某强行奸污。
1997年6月4日，孙小果将15岁女学生菠某某、13岁女学生史某叫到茶苑宾馆906房间，孙小果不顾反抗将菠某某强行奸污。
1997年6月17日，孙小果将未满14周岁女学生张某，带到昆明市兴昭饭店301房间企图强奸，因张某强烈反抗未遂。孙小果指使崔凯、冉某将张某带到楼下“打到认不出为止”。
1997年7月13日，孙小果的同伙在昆明市博佩娱乐城与邝某某、王某等人发生纠纷，孙小果及党俊宏、崔凯等人驾车将对方驾乘的车辆逼撞在昆明市东风东路上，持刀和砖头追打被害人，致邝某某、王某二人轻伤偏重。盘龙区拓东路派出所接案后发现，孙小果竟是一个本应在监狱里服刑的罪犯，警方致電孙小果的母亲，其母亲稱孩子回四川外婆家去了。
1997年10月22日，孙小果及党俊宏、杨平等人在昆明市祥云街一火锅店吃饭时，因在隔壁餐馆吃饭的杨某丙不听从孙小果招呼，孙小果等人即将饭菜倒在杨某丙头上并进行殴打，致杨某丙左手中指被打断，头部两处缝合6针。
1997年11月7日，孙小果伙同党俊宏、杨平、杨昆鹏、赵某乙挾持17歲少女張某某、17歲少女楊某乙至昆明市月光城夜总会，对張某某进行殴打、侮辱，用竹筷夹其十指，用牙签刺指甲缝，用折断的竹筷尖和牙签刺乳房，用烟头烫手臂，強迫張某某用牙齒咬住大理石桌面後用肘部擊打後腦使其牙齒脫落。次日凌晨，孙小果等人将張某某、楊某乙挟持至昆明市豪胜娱乐城啤酒屋二楼，对二人进行殴打并強迫张某某用牙齒咬住茶几边缘後用肘部擊打後腦。次日4时许，孙小果等人将張某某、楊某乙挟持至豪胜娱乐城，要求楊某乙與張某某跪下互相打耳光，随后将二人带到昆明饭店大门口，再次对张某某殴打致其昏迷，党俊宏及杨昆鹏解开裤子，将尿撒到张某某的脸上。最終致使张某某重伤，全身多处广泛性软组织挫伤，右额叶脑挫裂伤，右额部硬膜外血肿，左胸肋2-8肋骨骨折，双下肢活动受限，周围神经损伤，意识方面出现逆行性遗忘，损伤当时存在长时间昏迷。据《中国法律年鉴》，1997年8个月内，孙小果及其团伙就有至少8起犯罪，涉及强奸罪、故意伤害罪、强制猥亵侮辱妇女罪、寻衅滋事罪等。
1998年2月18日，昆明市中级人民法院经审理，判决被告人孙小果犯强奸罪，判处死刑，剥夺政治权利终身；犯强制侮辱妇女罪，判处有期徒刑十五年；犯故意伤害罪，判处有期徒刑七年；犯寻衅滋事罪，判处有期徒刑三年；加原因强奸罪所判余刑二年四个月又十二天，数罪并罚，决定执行死刑、剥夺政治权利终身。法院審理期間其母多次找到相关办案人员要求翻閱有关的案情材料及索回被警方扣留的物件。1999年3月9日云南省高级人民法院二审改判其死刑、缓期二年执行。2007年9月27日，在院长赵仕杰的直接授意和要求下，云南省高级人民法院再审改判孙小果有期徒刑二十年。
2008年，孫小果被關押在雲南省第一監獄期间，其母孙鹤予、继父李桥忠通過請託云南省司法厅巡视员罗正云，云南省监狱管理局副局长朱旭、副巡视员刘思源，昆明市中级人民法院刑事审判第二庭副庭长陈超，變更考核计分讓孫小果被評選為“劳动改造积极分子”，及將非孙小果发明的“联动锁紧式防盗窨井盖”列為孫小果专利並認定該專利屬重大立功表現。
2009年1月，孫小果轉移至雲南省第二監獄，因专利以及其他表现，符合《刑法》第七十八條第三款犯罪分子有發明創造或者重大的技術革新又获得两年八个月的减刑。
2010年4月11日，孙小果经多次减刑后刑满释放，实际服刑十二年零五个月。出獄後化名為「李林宸」，成為多家企业股东並在昆明经营多家酒吧。
2018年7月21日晚，雲南某航空公司几名职员到昆明市官渡区金汁路温莎KTV消遣，其中一名空姐李某與男同事王运涛發生爭執，李某隨後打電話给孫小果及同黨。孙小果受李某邀约後，與杨某、冯某等7人到昆明市官渡区金汁路温莎KTV毆打王某等人，孙小果当场踢爆王某的膀胱，致王某受重伤二级與其他人不同程度受伤。案发后，昆明市公安局官渡分局于2018年7月30日立案侦查。受孙小果、李桥忠请托，官渡区副区长、公安分局局长李进、官渡公安分局菊花派出所所长郑云晋虚构孙小果自首，並于2018年8月30日为孫小果办理取保候审。

### 中央掃黑除惡督導組介入
2019年1月3日，孫小果等人毆傷案移送至官渡区人民法院，发现孙小果曾是1998年一审被判处死刑的罪犯，昆明市委遂向云南省委报告。
2019年3月18日，官渡区人民法院逮捕孫小果；公安机关对孙小果自2010年4月刑满释放后涉嫌违法犯罪开展侦查，发现孙小果及其团伙成员有聚众斗殴、开设赌场、寻衅滋事、非法拘禁等犯罪，與涉嫌黑恶犯罪。
2019年4月，中央扫黑除恶第20督导组进驻云南后，将该案作为重点案件进行督办。官渡区人民政府副区长、公安分局局长李进，官渡公安分局菊花派出所所长郑云晋被採取留置措施。5月，全国扫黑除恶专项斗争领导小组办公室又将该案列为挂牌督办案件。
2019年5月28日，盘龙公安分局预审科原科长李万鸿、民警方永昌以徇私枉法罪被判处有期徒刑三年和四年，盘龙公安分局其他4名民警分别被给予党纪、政纪处分。云南省纪检监察机关同時對云南省监狱管理局原副巡视员刘思源、云南省监狱管理局原副局长朱旭、云南省高级人民法院审判委员会原专职委员梁子安、昆明市中级人民法院审判监督庭原副庭长陈超、云南省司法厅原巡视员罗正云、云南省高级人民法院审判委员会原专职委员田波、云南省公安厅刑事侦查总队原副总队长杨劲松、云南省监狱管理局安全环保处处长王开贵、云南省第一监狱指挥中心监控民警周忠平、云南省第二监狱十九监区监区长文智深、云南省第二监狱医院管教干部沈鲲、云南省第一监狱督查专员贝虎跃、云南省官渡监狱副政委杨松、云南省第一监狱党委书记兼监狱长梁军以及孙小果重要关系人生母孙鹤予、继父李桥忠等人采取了留置措施，相關部門对孙小果出狱以后所涉系列刑事犯罪案件中的9名犯罪嫌疑人执行逮捕，23名犯罪嫌疑人予以刑事拘留。
2019年6月4日，由中央政法委牵头中央纪委国家监委、全国扫黑除恶专项斗争领导小组办公室、最高人民法院、最高人民检察院、公安部、司法部组成的全国扫黑办大要案督办组进驻昆明，督促云南省有关部门办理孙小果案。
2019年7月26日，云南省高级人民法院認為2007年9月27日的原再审判决认定事实及适用法律确有错误，应当予以再审，向被羁押中的孙小果送达了再审决定书；并对该院1999年3月9日作出的二审判决进行审查，与該案有关联的涉嫌徇私舞弊减刑的两名监狱干警被逮捕。孫小果案被查的涉案公职人员、重要关系人總人數增至20人。
2019年8月12日，中共云南省委书记陈豪在国务院新闻办举行的“新时代高质量跨越式发展的云南答卷”发布会上表示，对孙小果的犯罪活动、犯罪事实以及关系网和保护伞全部查清。

## 法院審理
2019年10月14日，云南省高级人民法院依法对孙小果强奸、强制侮辱妇女、故意伤害、寻衅滋事一案進行再审审理；云南省检察机关对孙小果出狱后涉嫌黑社会性质组织犯罪提起公诉；云南省监察机关、检察机关依法对孙小果案19名涉嫌职务犯罪的公职人员及重要关系人移送审查起诉。
2019年11月6日、7日，云南省玉溪市中级人民法院对孙小果等13人涉嫌组织、领导、参加黑社会性质组织等犯罪一案進行公开开庭审理。玉溪市江川区人民法院也于11月6日对江川区人民检察院指控的李爽等22名涉孙小果案被告人以涉嫌开设赌场罪、寻衅滋事罪、聚众斗殴罪、非法拘禁罪、诈骗罪、故意伤害罪進行公开开庭审理。
2019年11月8日，云南省玉溪市中级人民法院继续公开开庭，对孙小果等13人组织、领导、参加黑社会性质组织等犯罪一案当庭宣告一审判决，以被告人孙小果犯组织、领导黑社会性质组织罪、开设赌场罪、寻衅滋事罪、非法拘禁罪、故意伤害罪、妨害作证罪、行贿罪，数罪并罚，决定执行有期徒刑二十五年，剥夺政治权利五年，并处没收个人全部财产。对于云南省高级人民法院开庭审理的孙小果强奸、强制侮辱妇女、故意伤害、寻衅滋事再审案件，法院将依法择期宣判。12月17日，云南省高级人民法院依法对孙小果等13人组织、领导、参加黑社会性质组织等犯罪一案二审公开宣判，驳回孙小果等4人上诉，维持25年徒刑原判。
2019年12月14日，云南省纪委监委对五名涉及孙小果案的官员云南省人大常委会原委员、内务司法委员会原主任冯家聪，云南省审计厅原党组书记、厅长刘明，云南省人民政府原参事郑蜀饶，云南省高级人民法院原院长孙小虹和云南省人民检察院党组副书记、副检察长许绍政进行了通报。其中刘明、冯家聪和郑蜀饶被处以党内严重警告处分。孙小虹和许绍政被处以党内警告处分。
2019年12月15日，云南省玉溪市中级人民法院等多个法院分别对19名涉孙小果案公职人员和重要关系人犯罪案公开宣判。其中孙小果继父李桥忠获有期徒刑十九年，孙小果母亲孙鹤予获有期徒刑二十年。
2019年12月23日，云南省高级人民法院對孙小果1997年犯强奸罪、强制侮辱妇女罪、故意伤害罪、寻衅滋事罪再审案公开宣判，决定维持昆明市中级人民法院1998年2月一审对孙小果判处死刑的判决，并与其出狱后犯组织、领导黑社会性质组织等罪被判处有期徒刑二十五年的终审判决合并，决定对孙小果执行死刑，剥夺政治权利終身，并处没收个人全部财产。
2020年2月12日，最高人民法院裁定，核准云南省高级人民法院做出的死刑判决；同月20日，根据最高人民法院的死刑执行令，昆明市中级人民法院对孙小果执行死刑。

### 保護傘人員判決結果
2019年12月15日，云南省玉溪市中级人民法院、玉溪市红塔区人民法院、玉溪市通海县人民法院以及曲靖市沾益区人民法院、红河州个旧市人民法院、文山州文山市人民法院、大理州洱源县人民法院、德宏州芒市人民法院等上述涉及涉案人員所在地的眾多法院分别对19名涉孙小果案，擔任保護傘的公职人员和重要关系人犯罪案宣判。
- 家屬與朋友
  - 昆明市五华区城管局 - 原局长李桥忠（孙小果继父） - 徇私枉法罪、徇私舞弊减刑罪、受贿罪、行贿罪、单位行贿罪判处有期徒刑19年
  - 孙鹤予（孙小果母亲） - 徇私枉法罪、徇私舞弊减刑罪、行贿罪、受贿罪判处有期徒刑20年
  - 四川王氏集团有限公司 - 董事长王德彬 - 行贿罪、单位行贿罪判处有期徒刑7年
  - 昆明玉相随珠宝有限公司 - 总经理孙冯云 - 行贿罪，非法收购珍贵、濒危野生动物制品罪判处有期徒刑11年
- 公安系统人員
  - 昆明市官渡区人民政府原副区长、公安分局 - 原局长李进 - 徇私枉法罪、受贿罪判处有期徒刑10年
  - 昆明市官渡区公安分局菊花派出所 - 原所长郑云晋 - 徇私枉法罪判处有期徒刑3年9个月
  - 云南省公安厅刑事侦查总队 - 原副总队长杨劲松 - 受贿罪判处有期徒刑12年
- 法院系统人員
  - 云南省高级人民法院审判委员会 - 原专职委员梁子安 - 徇私枉法罪、受贿罪、利用影响力受贿罪判处有期徒刑12年
  - 云南省高级人民法院审判委员会 - 原专职委员田波 - 徇私枉法罪判处有期徒刑10年
  - 昆明市中级人民法院 - 刑二庭原副庭长陈超 - 徇私舞弊减刑罪、受贿罪判处有期徒刑8年
- 司法行政系统人員
  - 云南省司法厅 - 原巡视员罗正云 - 徇私舞弊减刑罪、受贿罪判处有期徒刑10年6个月
  - 云南省监狱管理局 - 原副巡视员刘思源 - 徇私舞弊减刑罪判处有期徒刑6年
  - 云南省监狱管理局 - 原副局长朱旭 - 徇私舞弊减刑罪、受贿罪判处有期徒刑9年6个月
  - 云南省监狱管理局安全环保处 - 原处长王开贵 - 徇私舞弊减刑罪判处有期徒刑5年6个月
  - 云南省第一监狱 - 原督查专员贝虎跃 - 徇私舞弊减刑罪判处有期徒刑3年
  - 云南省第一监狱指挥中心 - 原民警周忠平 - 徇私舞弊减刑罪判处有期徒刑3年
  - 云南省第二监狱十九监区 - 原监区长文智深 - 徇私舞弊减刑罪判处有期徒刑3年6个月
  - 云南省第二监狱医院 - 原民警沈鲲 - 徇私舞弊减刑罪判处有期徒刑3年6个月
  - 云南省官渡监狱 - 原副政委杨松 - 徇私舞弊减刑罪判处有期徒刑2年

部分被告人还分别被并处罚金，依法没收赃款赃物。
除了以上被追究刑事责任人员以外，时任云南省高级人民法院院长赵仕杰在2007年孙小果案申诉再审过程中，违背事实和法律规定，徇私舞弊，授意和要求审判人员枉法裁判，致使孙小果由死缓被改判有期徒刑二十年，造成恶劣影响和严重后果，但鉴于在审查过程中能够认错悔错，经中共中央纪委常委会会议研究并报中共中央政治局常委会会议审议，被给予留党察看一年处分，按二级巡视员确定退休待遇。

## 家庭成员
- 生父：陈跃，曾用名陈耀，1940年生，1973年从部队转业到昆明市公安局任普通干警。1982年2月与孙鹤予离婚，時年孫小果5歲。1985年离开昆明市公安局到昆明市物资局工作，1996年因脑溢血中风瘫痪后病退，2016年8月20日去世。未发现孙小果生父陈跃涉及孙小果案。
- 母：孙鹤予，曾用名孙学梅，1952年生，昆明市公安局官渡分局原民警，因包庇孙小果1994年强奸犯罪被开除公职，于1998年被昆明市官渡区人民法院判处有期徒刑五年。2019年4月3日，孙鹤予因涉嫌严重违纪违法，被采取留置措施，接受调查。2019年12月15日，云南省玉溪市中级人民法院、玉溪市红塔区人民法院、玉溪市通海县人民法院以及曲靖市沾益区人民法院、红河州个旧市人民法院、文山州文山市人民法院、大理州洱源县人民法院、德宏州芒市人民法院分别对19名涉孙小果案公职人员和重要关系人职务犯罪案公开宣判。对孙鹤予（孙小果母亲）以徇私枉法罪、徇私舞弊减刑罪、行贿罪、受贿罪判处有期徒刑二十年。[2][40]
- 继父：李桥忠，曾用名李乔忠，1958年生，云南省公安边防总队司令部警务处副处长，1992年与孙鹤予结婚，1996年转业到昆明市公安局五华分局任副局长，1998年因在孙小果1994年强奸案中帮助孙小果办理取保候审受到留党察看两年、撤职处分，2004年任五华区城管局局长，2018年10月退休。2019年4月3日，李桥忠因涉嫌严重违纪违法被采取留置措施，接受调查。2019年12月15日，云南省玉溪市中级人民法院、玉溪市红塔区人民法院、玉溪市通海县人民法院以及曲靖市沾益区人民法院、红河州个旧市人民法院、文山州文山市人民法院、大理州洱源县人民法院、德宏州芒市人民法院分别对19名涉孙小果案公职人员和重要关系人职务犯罪案公开宣判。对昆明市五华区城管局原局长李桥忠（孙小果继父）以徇私枉法罪、徇私舞弊减刑罪、受贿罪、行贿罪、单位行贿罪判处有期徒刑十九年。[2][40]
- 祖父母：祖父陈玉清、祖母陈慧芬，分别系昆明市第二十四中学和昆明市第十一中学原职工，均已去世。[2][40]
- 外祖父：孙其翔，成都铁路局重庆分局原职工，已去世。[2][40]
- 外祖母：吴秀兰，山城针织厂原职工，已去世。[2][40]
- 继祖父/继祖母：李桥忠父亲李发成，现年81岁（2019年），云南省墨江县农民；李桥忠母亲马贵芝，云南省墨江县农民，已故。
- 胞兄：李卓宸，因在孙小果案中涉嫌违纪违法被采取留置措施。[13]

## 評論
孫小果的殘暴手段令當年偵辦案的人員都感嘆“從來未見過”，昆明当地一度流傳“白天（鄧）小平管，夜晚小果管”的話。

## 轶事
2019年5月27日，央視網根據中國人民檢察院案件信息公開網發布的通報撰寫《孫小果等19人惡勢力犯罪集团被逮捕！》的新聞，隨後撤下新聞發表道歉聲明「公示的孫某某惡勢力犯罪集團案件並非孫小果，只是同姓而已，這一錯誤充分地暴露了本網在工作流程上的疏漏和新聞素養上的不足，將接受批評、指正，並將之作為前進的動力」。

## 相关作品
2021年电视剧《掃黑風暴》中，孙兴（高赫）一角的原型为孙小果，由吳曉亮饰演。